# Lantana involucrata
Lantana involucrata е вид цъфтящо растение от семейство Върбинкови (Verbenaceae).

## Разпространение
Видът е родом от американските тропици, където е широко разпространен в добре дренирани райони. Среща се и на Галапагоските острови и Бермудските острови.

## Етимология
Името „лантана“ произлиза от латинското наименование на черна калина (Viburnum lantana), чиито цветя повърхностно наподобяват тези на лантаната.